# Toâ
Pour l'adaptation cinématographique, voir Toâ (film). Pour les articles homonymes, voir Toa (homonymie).
Toâ est une comédie en quatre actes  de Sacha Guitry créée le 6 mai 1949 au théâtre du Gymnase. Il s'agit d'une version remaniée de la pièce Florence créée en 1939.

## Distribution
- Sacha Guitry : Michel Desnoyers, auteur dramatique
- Mireille Perrey : Françoise de Calas, sa sœur
- Robert Seller : Fernand de Calas, son beau-frère
- Lana Marconi : Anna Ecaterina, son ex-maîtresse
- Jeanne Fusier-Gir : Maria La Huchette, sa bonne
- Jacques d'Herville : Henri Paugnet, son valet de chambre

## Adaptation
L'adaptation filmée de la pièce, Toâ , réalisée par Sacha Guitry est sortie le 28 octobre de la même année au cinéma.